# Doratonotus megalepis
Doratonotus megalepis ist eine Fischart aus der Familie der Lippfische, die im westlichen tropischen Atlantik von Bermuda und den Florida Keys bis Brasilien und im östlichen Atlantik bei der Insel Rolas im Golf von Guinea vorkommt. In seinem Verbreitungsgebiet ist Doratonotus megalepis die kleinste Lippfischart.

## Merkmale
Doratonotus megalepis ist mäßig langgestreckt und erreicht eine Länge von 8 cm. Die Standardlänge liegt beim 2,5 bis 3,1-fachen der Körperhöhe. Der Kopf ist klein, die Schnauze ist zugespitzt. Abgesehen von der Kopfoberseite und der Region vor den Augen ist der Kopf mit relativ großen Schuppen bedeckt. Der Oberkiefer ist vorstülpbar (protaktil). Die Zähne sind abgesehen von je zwei kleinen Eckzähnen in Ober- und Unterkiefer und einem kleinen Eckzahn hinten im Oberkiefer sehr klein. Auf dem ersten Kiemenbogen befinden sich 15 oder 16 Kiemenrechen. Die Rückenflosse ist durchgehend und wird von 9 Stacheln und 10 Weichstrahlen gestützt, wobei die ersten drei und die letzten drei länger sind als die drei in der Mitte liegenden. bei der Afterflosse sind es 3 Stacheln und 9 Weichstrahlen, in den Brustflossen 11 oder 12 Weichstrahlen. Die Seitenlinie ist unterbrochen, der obere Abschnitt mit 17 mit Poren versehenen Schuppen verläuft etwas unterhalb des Rückenprofils, der untere mit 4 Schuppen liegt auf der Mitte des Schwanzstiels.
Doratonotus megalepis ist variabel gefärbt. Die Grundfärbung ist Grün, Hellgrün, ein gesprenkeltes Rotbraun oder ein durchscheinendes Orange mit einigen Reihen großer bräunlicher Flecken und darüber liegenden zahlreicheren Reihen weißer Flecken. Stets ist auf den Wangen ein weißer Balken vorhanden, der von den Augen zum unteren Kiemendeckelrand verläuft.

## Lebensweise

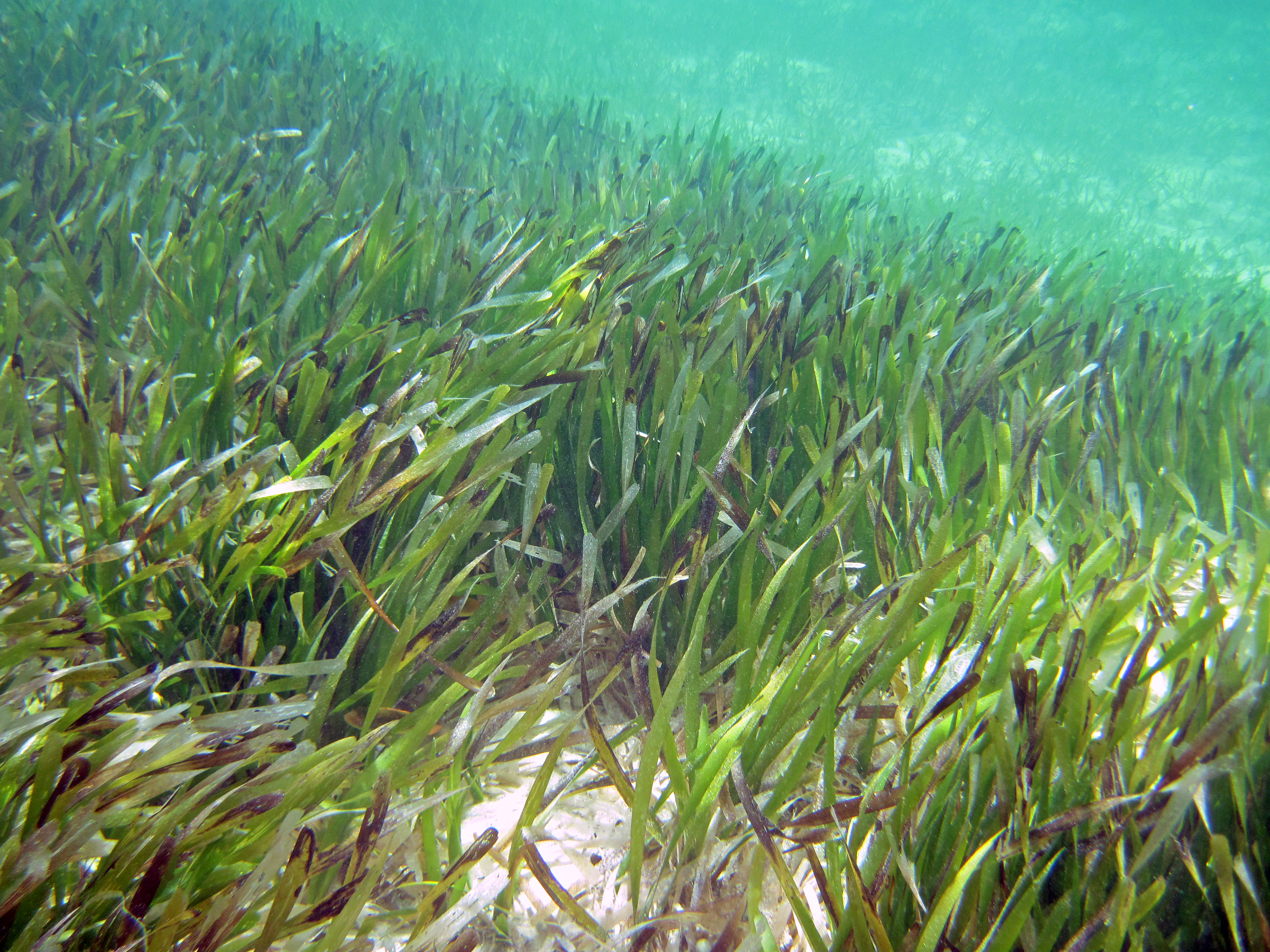
Seegraswiese mit Thalassia, das Biotop von Doratonotus megalepis

Doratonotus megalepis lebt benthopelagisch in Seegraswiesen in Tiefen von 3 bis 150 Metern und ernährt sich von kleinen Fischen und Wirbellosen.